# ساروس خورشیدی ۱۲۸
ساروس ۱۲۸ دوره‌ای زمانی با چرخه‌ای حدود ۱۸ سال و ۱۱ روز و ۸ ساعت (تقریباً ۶۵۸۵ و یک سوم روز) است که شامل ۷۳ خورشیدگرفتگی می‌شود.

## رخدادها
| ساروس | عضو | تاریخ                      | زمان (بزرگ‌ترین) ساعت هماهنگ جهانی | نوع    | مکان طول و عرض جغرافیایی | گاما    | قدر    | گُستره (km) | مدت زمان (دقیقه: ثانیه) | منبع |
| ----- | --- | -------------------------- | --------------------------------- | ------ | ------------------------ | ------- | ------ | ---------- | ----------------------- | ---- |
| ۱۲۸   | ۱   | ۲۹ اوت ۹۸۴                 | ۸:۳۵:۴۰                           | جزئی   | 61.3S 18.5W              | -1.5263 | 0.0085 |            |                         |      |
| ۱۲۸   | ۲   | ۹ سپتامبر ۱۰۰۲             | ۱۶:۳۸:۲۸                          | جزئی   | 61.1S 148.4W             | -1.484  | 0.0911 |            |                         |      |
| ۱۲۸   | ۳   | ۲۰ سپتامبر ۱۰۲۰            | ۰:۴۷:۴۹                           | جزئی   | 61S 80.2E                | -1.4474 | 0.1625 |            |                         |      |
| ۱۲۸   | ۴   | ۱ اکتبر ۱۰۳۸               | ۹:۰۵:۳۲                           | جزئی   | 61.2S 53.4W              | -1.4177 | 0.2202 |            |                         |      |
| ۱۲۸   | ۵   | ۱۱ اکتبر ۱۰۵۶              | ۱۷:۳۰:۲۶                          | جزئی   | 61.4S 171.3E             | -1.3942 | 0.2656 |            |                         |      |
| ۱۲۸   | ۶   | ۲۳ اکتبر ۱۰۷۴              | ۲:۰۱:۴۸                           | جزئی   | 61.9S 34.2E              | -1.3765 | 0.2999 |            |                         |      |
| ۱۲۸   | ۷   | ۲ نوامبر ۱۰۹۲              | ۱۰:۳۹:۳۷                          | جزئی   | 62.4S 104.5W             | -1.3643 | 0.3234 |            |                         |      |
| ۱۲۸   | ۸   | ۱۳ نوامبر ۱۱۱۰             | ۱۹:۲۲:۲۰                          | جزئی   | 63.2S 115.3E             | -1.3568 | 0.338  |            |                         |      |
| ۱۲۸   | ۹   | ۲۴ نوامبر ۱۱۲۸             | ۴:۰۹:۲۷                           | جزئی   | 64S 26.2W                | -1.3531 | 0.3453 |            |                         |      |
| ۱۲۸   | ۱۰  | ۵ دسامبر ۱۱۴۶              | ۱۲:۵۷:۳۴                          | جزئی   | 65S 168.3W               | -1.3507 | 0.35   |            |                         |      |
| ۱۲۸   | ۱۱  | ۱۵ دسامبر ۱۱۶۴             | ۲۱:۴۸:۰۴                          | جزئی   | 66S 48.7E                | -1.3507 | 0.3502 |            |                         |      |
| ۱۲۸   | ۱۲  | ۲۷ دسامبر ۱۱۸۲             | ۶:۳۷:۰۹                           | جزئی   | 67.1S 94.4W              | -1.3505 | 0.3506 |            |                         |      |
| ۱۲۸   | ۱۳  | ۶ ژانویه ۱۲۰۱              | ۱۵:۲۴:۳۰                          | جزئی   | 68.1S 122.4E             | -1.3491 | 0.3532 |            |                         |      |
| ۱۲۸   | ۱۴  | ۱۸ ژانویه ۱۲۱۹             | ۰:۰۶:۴۷                           | جزئی   | 69.1S 20.1W              | -1.3445 | 0.3619 |            |                         |      |
| ۱۲۸   | ۱۵  | ۲۸ ژانویه ۱۲۳۷             | ۸:۴۴:۵۰                           | جزئی   | 70S 162.2W               | -1.3369 | 0.3759 |            |                         |      |
| ۱۲۸   | ۱۶  | ۸ فوریه ۱۲۵۵               | ۱۷:۱۵:۴۳                          | جزئی   | 70.8S 57E                | -1.3244 | 0.3991 |            |                         |      |
| ۱۲۸   | ۱۷  | ۱۹ فوریه ۱۲۷۳              | ۱:۳۹:۰۴                           | جزئی   | 71.4S 82.5W              | -1.3066 | 0.4321 |            |                         |      |
| ۱۲۸   | ۱۸  | ۲ مارس ۱۲۹۱                | ۹:۵۳:۴۹                           | جزئی   | 71.8S 139.8E             | -1.2826 | 0.4766 |            |                         |      |
| ۱۲۸   | ۱۹  | ۱۲ مارس ۱۳۰۹               | ۱۸:۰۰:۲۵                          | جزئی   | 71.9S 3.9E               | -1.2527 | 0.5323 |            |                         |      |
| ۱۲۸   | ۲۰  | ۲۴ مارس ۱۳۲۷               | ۱:۵۶:۵۲                           | جزئی   | 71.8S 129.5W             | -1.2152 | 0.602  |            |                         |      |
| ۱۲۸   | ۲۱  | ۳ آوریل ۱۳۴۵               | ۹:۴۴:۵۸                           | جزئی   | 71.5S 99.5E              | -1.1717 | 0.683  |            |                         |      |
| ۱۲۸   | ۲۲  | ۱۴ آوریل ۱۳۶۳              | ۱۷:۲۳:۴۷                          | جزئی   | 70.9S 28.7W              | -1.1212 | 0.7768 |            |                         |      |
| ۱۲۸   | ۲۳  | ۲۵ آوریل ۱۳۸۱              | ۰:۵۵:۴۶                           | جزئی   | 70.2S 154.8W             | -1.0659 | 0.8794 |            |                         |      |
| ۱۲۸   | ۲۴  | ۶ مه ۱۳۹۹                  | ۸:۱۸:۲۸                           | جزئی   | 69.3S 82.1E              | -1.0035 | 0.9949 |            |                         |      |
| ۱۲۸   | ۲۵  | ۱۶ مه ۱۴۱۷                 | ۱۵:۳۶:۳۱                          | کامل   | 48.9S 46.3W              | -۰٫۹۳۷۸ | ۱٫۰۱۷۹ | ۱۸۰        | ۱ دقیقه و ۳۰ ثانیه      |      |
| ۱۲۸   | ۲۶  | ۲۷ مه ۱۴۳۵                 | ۲۲:۴۷:۵۴                          | کامل   | 37.8S 160.2W             | -۰٫۸۶۷  | ۱٫۰۱۸۴ | ۱۲۷        | ۱ دقیقه و ۴۳ ثانیه      |      |
| ۱۲۸   | ۲۷  | ۷ ژوئن ۱۴۵۳                | ۵:۵۶:۴۴                           | کامل   | 29.4S 88.7E              | -۰٫۷۹۴۸ | ۱٫۰۱۷۵ | ۹۹         | ۱ دقیقه و ۴۵ ثانیه      |      |
| ۱۲۸   | ۲۸  | ۱۸ ژوئن ۱۴۷۱               | ۱۳:۰۰:۱۲                          | کامل   | 22.3S 19.7W              | -۰٫۷۱۸۹ | ۱٫۰۱۵۷ | ۷۷         | ۱ دقیقه و ۳۸ ثانیه      |      |
| ۱۲۸   | ۲۹  | ۲۸ ژوئن ۱۴۸۹               | ۲۰:۰۴:۲۴                          | مرکب   | 16.8S 127.5W             | -۰٫۶۴۴  | ۱٫۰۱۳  | ۵۸         | ۱ دقیقه و ۲۳ ثانیه      |      |
| ۱۲۸   | ۳۰  | ۱۰ ژوئیه ۱۵۰۷              | ۳:۰۶:۳۳                           | مرکب   | 12.4S 126E               | -۰٫۵۶۸  | ۱٫۰۰۹۵ | ۴۰         | ۱ دقیقه و ۱ ثانیه       |      |
| ۱۲۸   | ۳۱  | ۲۰ ژوئیه ۱۵۲۵              | ۱۰:۱۱:۰۴                          | مرکب   | 9.3S 19.4E               | -۰٫۴۹۴۷ | ۱٫۰۰۵۴ | ۲۱         | ۰ دقیقه و ۳۵ ثانیه      |      |
| ۱۲۸   | ۳۲  | ۳۱ ژوئیه ۱۵۴۳              | ۱۷:۱۶:۲۳                          | مرکب   | 7.3S 87W                 | -۰٫۴۲۲۹ | ۱٫۰۰۰۷ | ۳          | ۰ دقیقه و ۵ ثانیه       |      |
| ۱۲۸   | ۳۳  | ۱۱ اوت ۱۵۶۱                | ۰:۲۷:۰۷                           | حلقه‌ای | 6.5S 165.5E              | -۰٫۳۵۶۴ | ۰٫۹۹۵۶ | ۱۶         | ۰ دقیقه و ۲۷ ثانیه      |      |
| ۱۲۸   | ۳۴  | ۲۲ اوت ۱۵۷۹                | ۷:۴۱:۳۲                           | حلقه‌ای | 6.6S 57.2E               | -۰٫۲۹۳۷ | ۰٫۹۹۰۱ | ۳۶         | ۱ دقیقه و ۰ ثانیه       |      |
| ۱۲۸   | ۳۵  | ۱۱ سپتامبر ۱۵۹۷            | ۱۵:۰۱:۲۲                          | حلقه‌ای | 7.6S 52.4W               | -۰٫۲۳۶۳ | ۰٫۹۸۴۳ | ۵۷         | ۱ دقیقه و ۳۵ ثانیه      |      |
| ۱۲۸   | ۳۶  | ۲۲ سپتامبر ۱۶۱۵            | ۲۲:۲۷:۲۱                          | حلقه‌ای | 9.1S 163.5W              | -۰٫۱۸۴۹ | ۰٫۹۷۸۴ | ۷۸         | ۲ دقیقه و ۱۱ ثانیه      |      |
| ۱۲۸   | ۳۷  | ۳ اکتبر ۱۶۳۳               | ۶:۰۰:۳۷                           | حلقه‌ای | 11.2S 83.4E              | -۰٫۱۴۰۵ | ۰٫۹۷۲۶ | ۹۹         | ۲ دقیقه و ۴۸ ثانیه      |      |
| ۱۲۸   | ۳۸  | ۱۴ اکتبر ۱۶۵۱              | ۱۳:۴۰:۵۶                          | حلقه‌ای | 13.5S 31.3W              | -۰٫۱۰۲۵ | ۰٫۹۶۶۸ | ۱۲۰        | ۳ دقیقه و ۲۷ ثانیه      |      |
| ۱۲۸   | ۳۹  | ۲۴ اکتبر ۱۶۶۹              | ۲۱:۲۸:۰۵                          | حلقه‌ای | 15.9S 147.7W             | -۰٫۰۷۱  | ۰٫۹۶۱۳ | ۱۴۱        | ۴ دقیقه و ۷ ثانیه       |      |
| ۱۲۸   | ۴۰  | ۵ نوامبر ۱۶۸۷              | ۵:۲۲:۲۴                           | حلقه‌ای | 18.3S 94.3E              | -۰٫۰۴۶  | ۰٫۹۵۶۱ | ۱۶۰        | ۴ دقیقه و ۴۹ ثانیه      |      |
| ۱۲۸   | ۴۱  | ۱۶ نوامبر ۱۷۰۵             | ۱۳:۲۳:۰۶                          | حلقه‌ای | 20.4S 25W                | -۰٫۰۲۷۱ | ۰٫۹۵۱۴ | ۱۷۸        | ۵ دقیقه و ۳۱ ثانیه      |      |
| ۱۲۸   | ۴۲  | ۲۷ نوامبر ۱۷۲۳             | ۲۱:۲۸:۱۶                          | حلقه‌ای | 22S 145.2W               | -۰٫۰۱۲۵ | ۰٫۹۴۷۱ | ۱۹۵        | ۶ دقیقه و ۱۲ ثانیه      |      |
| ۱۲۸   | ۴۳  | ۸ دسامبر ۱۷۴۱              | ۵:۳۸:۰۰                           | حلقه‌ای | 23S 93.6E                | -۰٫۰۰۲۴ | ۰٫۹۴۳۴ | ۲۰۹        | ۶ دقیقه و ۵۱ ثانیه      |      |
| ۱۲۸   | ۴۴  | ۱۹ دسامبر ۱۷۵۹             | ۱۳:۵۰:۰۵                          | حلقه‌ای | 23.3S 28W                | ۰٫۰۰۵۱  | ۰٫۹۴۰۴ | ۲۲۱        | ۷ دقیقه و ۲۵ ثانیه      |      |
| ۱۲۸   | ۴۵  | ۲۹ دسامبر ۱۷۷۷             | ۲۲:۰۳:۲۸                          | حلقه‌ای | 22.7S 150W               | ۰٫۰۱۱   | ۰٫۹۳۸  | ۲۳۱        | ۷ دقیقه و ۵۳ ثانیه      |      |
| ۱۲۸   | ۴۶  | ۱۰ ژانویه ۱۷۹۶             | ۶:۱۴:۵۲                           | حلقه‌ای | 21.1S 88.3E              | ۰٫۰۱۷۹  | ۰٫۹۳۶۲ | ۲۳۸        | ۸ دقیقه و ۱۵ ثانیه      |      |
| ۱۲۸   | ۴۷  | ۲۱ ژانویه ۱۸۱۴             | ۱۴:۲۴:۴۷                          | حلقه‌ای | 18.6S 33.4W              | ۰٫۰۲۵۳  | ۰٫۹۳۵  | ۲۴۲        | ۸ دقیقه و ۲۸ ثانیه      |      |
| ۱۲۸   | ۴۸  | ۱ فوریه ۱۸۳۲               | ۲۲:۳۰:۱۴                          | حلقه‌ای | 15.3S 154.4W             | ۰٫۰۳۵۵  | ۰٫۹۳۴۴ | ۲۴۵        | ۸ دقیقه و ۳۵ ثانیه      |      |
| ۱۲۸   | ۴۹  | ۱۲ فوریه ۱۸۵۰              | ۶:۲۹:۳۷                           | حلقه‌ای | 11S 85.6E                | ۰٫۰۵۰۳  | ۰٫۹۳۴۵ | ۲۴۵        | ۸ دقیقه و ۳۵ ثانیه      |      |
| ۱۲۸   | ۵۰  | ۲۳ فوریه ۱۸۶۸              | ۱۴:۲۱:۳۱                          | حلقه‌ای | 6.1S 33W                 | ۰٫۰۷۰۶  | ۰٫۹۳۴۸ | ۲۴۴        | ۸ دقیقه و ۳۰ ثانیه      |      |
| ۱۲۸   | ۵۱  | ۵ مارس ۱۸۸۶                | ۲۲:۰۵:۲۶                          | حلقه‌ای | 0.5S 150.1W              | ۰٫۰۹۷   | ۰٫۹۳۵۷ | ۲۴۱        | ۸ دقیقه و ۲۰ ثانیه      |      |
| ۱۲۸   | ۵۲  | خورشیدگرفتگی ۱۷ مارس ۱۹۰۴  | ۵:۴۰:۴۴                           | حلقه‌ای | 5.6N 94.7E               | ۰٫۱۲۹۹  | ۰٫۹۳۶۷ | ۲۳۷        | ۸ دقیقه و ۷ ثانیه       |      |
| ۱۲۸   | ۵۳  | خورشیدگرفتگی ۲۸ مارس ۱۹۲۲  | ۱۳:۰۵:۲۶                          | حلقه‌ای | 12.3N 18W                | ۰٫۱۷۱۱  | ۰٫۹۳۸۱ | ۲۳۳        | ۷ دقیقه و ۵۰ ثانیه      |      |
| ۱۲۸   | ۵۴  | خورشیدگرفتگی ۷ آوریل ۱۹۴۰  | ۲۰:۲۱:۲۱                          | حلقه‌ای | 19.2N 128.5W             | ۰٫۲۱۹   | ۰٫۹۳۹۴ | ۲۳۰        | ۷ دقیقه و ۳۰ ثانیه      |      |
| ۱۲۸   | ۵۵  | خورشیدگرفتگی ۱۹ آوریل ۱۹۵۸ | ۳:۲۷:۱۷                           | حلقه‌ای | 26.5N 123.6E             | ۰٫۲۷۵   | ۰٫۹۴۰۸ | ۲۲۸        | ۷ دقیقه و ۷ ثانیه       |      |
| ۱۲۸   | ۵۶  | خورشیدگرفتگی ۲۹ آوریل ۱۹۷۶ | ۱۰:۲۴:۱۸                          | حلقه‌ای | 34N 18.3E                | ۰٫۳۳۷۸  | ۰٫۹۴۲۱ | ۲۲۷        | ۶ دقیقه و ۴۱ ثانیه      |      |
| ۱۲۸   | ۵۷  | خورشیدگرفتگی ۱۰ مه ۱۹۹۴    | ۱۷:۱۲:۲۷                          | حلقه‌ای | 41.5N 84.1W              | ۰٫۴۰۷۷  | ۰٫۹۴۳۱ | ۲۳۰        | ۶ دقیقه و ۱۳ ثانیه      |      |
| ۱۲۸   | ۵۸  | خورشیدگرفتگی ۱ خرداد ۱۳۹۱  | ۲۳:۵۳:۵۴                          | حلقه‌ای | 49.1N 176.3E             | ۰٫۴۸۲۸  | ۰٫۹۴۳۹ | ۲۳۷        | ۵ دقیقه و ۴۶ ثانیه      |      |
| ۱۲۸   | ۵۹  | خورشیدگرفتگی ۱ ژوئن ۲۰۳۰   | ۶:۲۹:۱۳                           | حلقه‌ای | 56.5N 80.1E              | ۰٫۵۶۲۶  | ۰٫۹۴۴۳ | ۲۵۰        | ۵ دقیقه و ۲۱ ثانیه      |      |
| ۱۲۸   | ۶۰  | خورشیدگرفتگی ۱۱ ژوئن ۲۰۴۸  | ۱۲:۵۸:۵۳                          | حلقه‌ای | 63.7N 11.5W              | ۰٫۶۴۶۸  | ۰٫۹۴۴۱ | ۲۷۲        | ۴ دقیقه و ۵۸ ثانیه      |      |
| ۱۲۸   | ۶۱  | خورشیدگرفتگی ۲۲ ژوئن ۲۰۶۶  | ۱۹:۲۵:۴۸                          | حلقه‌ای | 70.1N 96.4W              | ۰٫۷۳۳   | ۰٫۹۴۳۵ | ۳۰۹        | ۴ دقیقه و ۴۰ ثانیه      |      |
| ۱۲۸   | ۶۲  | خورشیدگرفتگی ۳ ژوئیه ۲۰۸۴  | ۱:۵۰:۲۶                           | حلقه‌ای | 75N 169.1W               | ۰٫۸۲۰۸  | ۰٫۹۴۲۱ | ۳۷۷        | ۴ دقیقه و ۲۵ ثانیه      |      |
| ۱۲۸   | ۶۳  | ۱۵ ژوئیه ۲۱۰۲              | ۸:۱۵:۱۴                           | حلقه‌ای | 75.9N 134.2E             | ۰٫۹۰۸   | ۰٫۹۳۹۸ | ۵۳۹        | ۴ دقیقه و ۱۴ ثانیه      |      |
| ۱۲۸   | ۶۴  | ۲۵ ژوئیه ۲۱۲۰              | ۱۴:۴۰:۰۲                          | حلقه‌ای | 66N 90.4E                | ۰٫۹۹۴۸  | ۰٫۹۳۴۳ | -          | ۴ دقیقه و ۰ ثانیه       |      |
| ۱۲۸   | ۶۵  | ۵ اوت ۲۱۳۸                 | ۲۱:۰۸:۵۷                          | جزئی   | 62.4N 9.2W               | 1.0781  | 0.8285 |            |                         |      |
| ۱۲۸   | ۶۶  | ۱۶ اوت ۲۱۵۶                | ۳:۴۱:۲۸                           | جزئی   | 61.9N 116.1W             | 1.1584  | 0.6912 |            |                         |      |
| ۱۲۸   | ۶۷  | ۲۷ اوت ۲۱۷۴                | ۱۰:۱۹:۵۵                          | جزئی   | 61.4N 135.6E             | 1.2336  | 0.5629 |            |                         |      |
| ۱۲۸   | ۶۸  | ۶ سپتامبر ۲۱۹۲             | ۱۷:۰۵:۰۸                          | جزئی   | 61.2N 25.8E              | 1.3032  | 0.4444 |            |                         |      |
| ۱۲۸   | ۶۹  | ۱۸ سپتامبر ۲۲۱۰            | ۲۳:۵۹:۰۹                          | جزئی   | 61N 86.2W                | 1.3657  | 0.3384 |            |                         |      |
| ۱۲۸   | ۷۰  | ۲۹ سپتامبر ۲۲۲۸            | ۷:۰۲:۰۸                           | جزئی   | 61.1N 159.6E             | 1.4212  | 0.2445 |            |                         |      |
| ۱۲۸   | ۷۱  | ۱۰ اکتبر ۲۲۴۶              | ۱۴:۱۳:۱۸                          | جزئی   | 61.3N 43.4E              | 1.4705  | 0.1615 |            |                         |      |
| ۱۲۸   | ۷۲  | ۲۰ اکتبر ۲۲۶۴              | ۲۱:۳۵:۲۳                          | جزئی   | 61.6N 75.7W              | 1.5111  | 0.0933 |            |                         |      |
| ۱۲۸   | ۷۳  | ۱ نوامبر ۲۲۸۲              | ۵:۰۶:۲۴                           | جزئی   | 62.1N 163E               | 1.5448  | 0.037  |            |                         |      |